# Andrej Korotajev

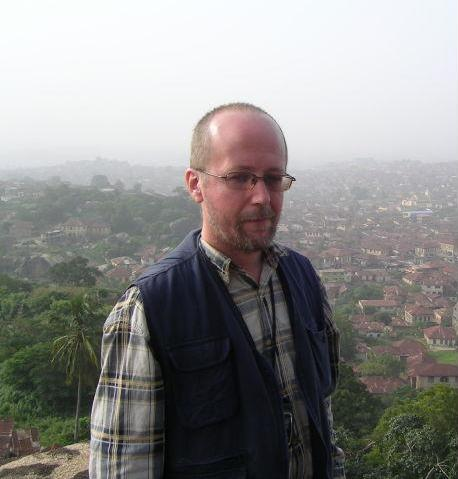
Andrej Korotajev

Andrej Vitaljevitsj Korotajev (Russisch: Андрей Витальевич Коротаев) (Moskou, 17 februari 1961) is een Russisch antropoloog, economisch historicus en socioloog. Samen met Askar Akajev en Georgi Malinetski is hij coördinator van het programma "Systeemanalyse en mathematische modellering van de wereldwijde dynamiek" van de Russische Academie van Wetenschappen. In 2003-2004 was hij een gastlid van het Institute for Advanced Study in Princeton, New Jersey, Verenigde Staten.

## Bijdragen
Hij heeft belangrijke bijdragen geleverd op vier gebieden:
1. Studies van de evolutie op lange termijn van sociaalpolitieke systemen van noordoostelijk Jemen.[2] Een bijzondere bijdrage is gemaakt door hem op dit gebied door de detectie van de belangrijkste trends van de ontwikkeling van de Jemenitische cultuur door de toepassing van kwantitatieve methoden voor de analyse van de epigrafische bronnen. Daarnaast heeft Korotajev een belangrijke bijdrage geleverd aan de studie van de oorsprong van de islam.[3]
2. Interculturele studies (Cross-Cultural Research).[4]
3. Wiskundige modellering van sociale, economische, en historische dynamica.[5] Bijvoorbeeld, Korotayev ontwikkelde een reeks van wiskundige modellen van lange-termijn politiek-demografische dynamiek van Egypte,[6] en gebruikte ze voor de structurele en demografische analyse van de Egyptische Revolutie van 2011.[7]
4. Studies van de lange golven in de mondiale economische dynamiek.[8]
5. Hij is ook bekend door zijn bijdragen aan de theorie van sociale evolutie.[9]

## Publicaties
Boeken, een selectie
- Andrey Korotayev. Ancient Yemen. Oxford: Oxford University Press, 1995. ISBN 0-19-922237-1.
- Andrey Korotayev. Pre-Islamic Yemen. Wiesbaden: Harrassowitz Verlag, 1996. ISBN 3-447-03679-6.
- Andrey Korotayev, Alexander Kazankov. "Regions Based on Social Structure: A Reconsideration". Current Anthropology. 2000. Vol. 41. No. 5. P. 668-690.
- Andrey Korotayev. World Religions and Social Evolution of the Old World Oikumene Civilizations: A Cross-cultural Perspective. New York: Edwin Mellen Press, 2004.
- Korotayev A., Malkov A., Khaltourina D. Introduction to Social Macrodynamics: Compact Macromodels of the World System Growth. Moscow: URSS, 2006.
- Korotayev A., Malkov A., Khaltourina D. Introduction to Social Macrodynamics: Secular Cycles and Millennial Trends. Moscow: URSS, 2006.
- Korotayev A. & Khaltourina D. Introduction to Social Macrodynamics: Secular Cycles and Millennial Trends in Africa. Moscow: URSS, 2006.
- Great Divergence and Great Convergence. A Global Perspective. New York: Springer, 2015.

Artikelen, een selectie
- Apologia for "The Sabaean Cultural-Political Area". Bulletin of the School of Oriental and African Studies 57 (1994): 469-474.
- Socio-Political Conflict in the Qatabanian Kingdom? (A preliminary re-interpretation of the Qatabanic inscription R 3566). Proceedings of the Seminar for Arabian Studies 27 (1997): 141–158.
- Origins of Islam. Acta Orientalia Academiae Scientiarum Hungaricae 53/3–4 (1999): 243–276.
- Regions Based on Social Structure: A Reconsideration. Current Anthropology 41/5 (2000): 668-690.
- Polygyny and Democracy: a Cross-Cultural Comparison. Cross-Cultural Research. 34/2 (May2000). P. 190–208.
- Parallel Cousin (FBD) Marriage, Islamization, and Arabization. Ethnology 39/4 (2000): 395—407.
- «Galton’s Asset» and «Flower’s Problem»: Cultural Networks and Cultural Units in Cross-Cultural Research (or, the Male Genital Mutilations and Polygyny in Cross-Cultural Perspective). American Anthropologist. 105 (2003): 353—358.
- A Compact Macromodel of World System Evolution. Journal of World Systems Research 11/1 (2005): 79–93.
- Return of the White Raven: Postdiluvial Reconnaissance Motif A2234.1.1 Reconsidered. Journal of American Folklore 119 (2006): 472—520.
- Alexander V. Markov & Andrey V. Korotayev (2007) "Phanerozoic marine biodiversity follows a hyperbolic trend" Palaeoworld 16(4): p. 311-318.
- Korotayev, Andrey V., & Tsirel, Sergey V. (2010). A Spectral Analysis of World GDP Dynamics: Kondratieff Waves, Kuznets Swings, Juglar and Kitchin Cycles in Global Economic Development, and the 2008–2009 Economic Crisis. Structure and Dynamics. Vol.4. No. 1. p. 3-57.